# (28173) Hisakichi
(28173) Hisakichi est un astéroïde de la ceinture principale.

## Description
(28173) Hisakichi est un astéroïde de la ceinture principale. Il fut découvert le 11 novembre 1998 à Chichibu par Naoto Satō. Il présente une orbite caractérisée par un demi-grand axe de 2,46 UA, une excentricité de 0,15 et une inclinaison de 3,1° par rapport à l'écliptique.

## Compléments